# Venjanssjön
Der Venjanssjön ist ein See in der Provinz Dalarna in Schweden. Der See hat eine Fläche von 34,2 km². Sein Umfang beträgt 83,51 km. Er wird vom Fluss Vanån durchflossen. Am Nordrand des Venjanssjön befindet sich die kleine Ortschaft Venjan. Der nächste größere Ort ist das etwa dreißig Kilometer östlich liegende Mora.

## Fauna
Im Venjanssjön leben diverse einheimische Fischarten, vor allem:
- Abborre (Flussbarsch)
- Gädda (Hecht)
- Lake (Quappe)
- Sik (Lavaret)
- Siklöja (Kleine Maräne)